# Het overdoen
Heer Bommel gaat het overdoen of kortweg Het overdoen is het 78ste verhaal uit de Bommelsaga, geschreven en getekend door Marten Toonder. Het verhaal verscheen voor het eerst op 16 december 1957 en liep tot 21 februari 1958. Het thema is "gedane zaken nemen een keer".

## Samenvatting
Tom Poes helpt een oude grijsaard met het verzamelen van zijn in een sneeuwstorm verwaaide kalenders. Tom Poes hervindt 1741, 1841 en 1986. Eentje kunnen ze niet te pakken krijgen; deze kalender, van het aflopende jaar, 1957 belandt bij toeval op slot Bommelstein. De grijsaard waarschuwt heer Bommel voor het dubbele leed dat hem zal overkomen als hij gebeurtenissen gaat overdoen. 
Uiteraard negeert heer Bommel de waarschuwing, met alle gevolgen van dien. Het duurt zoals gewoonlijk lang voordat hij tot inkeer komt. Daarna herstelt hij de schade die hij bij anderen veroorzaakt heeft, en daarna is hij toch tevreden.

## Voetnoot
1. ↑   Na Het vereeuwen en De klokker wederom een experiment met de tijd(spiraal). De Atlantiër blijft buitencategorie.
2. ↑  Tom Poes kijkt in 1957 verbaasd naar 1986, het jaar dat de strip zal eindigen met Het einde van eindeloos en Tom Poes het kasteel met de komst van Doddeltje voor altijd verlaat.

## Hoorspel
- Het overdoen in het Bommelhoorspel